# Ljesovina
Ljesovina je naseljeno mjesto u općini Konjic, Federacija Bosne i Hercegovine, BiH.

## Stanovništvo

### 1991.
Nacionalni sastav stanovništva 1991. godine, bio je sljedeći:
ukupno: 80
- Hrvati – 80

### 2013.
Nacionalni sastav stanovništva 2013. godine, bio je sljedeći:
ukupno: 9
- Hrvati – 9